# Alastair Duncan
Alastair Duncan (Edimburgo, Escocia; 7 de febrero de 1958) es un actor británico de televisión, películas y de teatro. También es un agente inmobiliario. A veces también es conocido como Neil Duncan.

## Vida y carrera
Apareció como actor por primera vez en la película de televisión El perro de los Baskerville (1988). Desde entonces apareció en otras películas y series hasta que tuvo un primer éxito como actor, cuando apareció en la película Segundo Sangriento (1992) junto con Rutger Hauer y Kim Cattrall. Desde entonces continuó haciendo apariciones en otras películas como Torre de Terror (1997) junto con Steve Guttenberg.
A partir del 2000 Alastair Duncan prestó su voz en videojuegos como Warlords Battlecry, Legacy of Kain: Defiance, Star Wars: Jedi Knight - Jedi Academy, The Hobbit, Mass Effect y La Tierra Media: Sombras de Mordor. También prestó su voz de forma regular en la serie animada The Batman y apareció en numerosas series como actor invitado. Finalmente él empezó una carrera como agente inmobiliario a partir del 2008.

## Vida privada
Estuvo casado con Anna Gunn desde 1990 y tiene dos hijas, Emma y Eila, con ella. Se divorciaron en el año 2009.

## Filmografía (selección)

### Películas
- 1988: El perro de los Baskerville (The Hound of the Baskervilles) (como Neil Duncan)
- 1989: Murder on Line One (como Neil Duncan)
- 1992: Segundo Sangriento (Split Second) (como Neil Duncan)
- 1997: Torre de terror (Tower of Terror; película para televisión)
- 2005: The Batman vs. Drácula (película animada)

### Series
- 1996–1996: Dead Man's Walk (miniserie)
- 2004–2008: The Batman (45 episodios; serie animada)